# Eiringhausen (Marienheide)
Eiringhausen ist eine Ortschaft der Gemeinde Marienheide im Oberbergischen Kreis im Regierungsbezirk Köln in Nordrhein-Westfalen (Deutschland).

## Lage und Beschreibung
Der Ort liegt etwa 4,3 km vom Hauptort Marienheide entfernt. Die lockere Bebauung zieht sich entlang dem Mühlenweg, der einem Bachtal folgt. Das am Hang gelegene Bruchsteingebäude Mühlenweg 51 aus dem 18. Jahrhundert ist eingetragenes Baudenkmal der Gemeinde Marienheide.

## Geschichte

### Erstnennung
Im Jahr 1443 wurde der Ort das erste Mal urkundlich erwähnt und zwar „Einkünfte und Rechte des Kölner Apostelstiftes“.
Die Schreibweise der Erstnennung war Egwerdinckhusen.

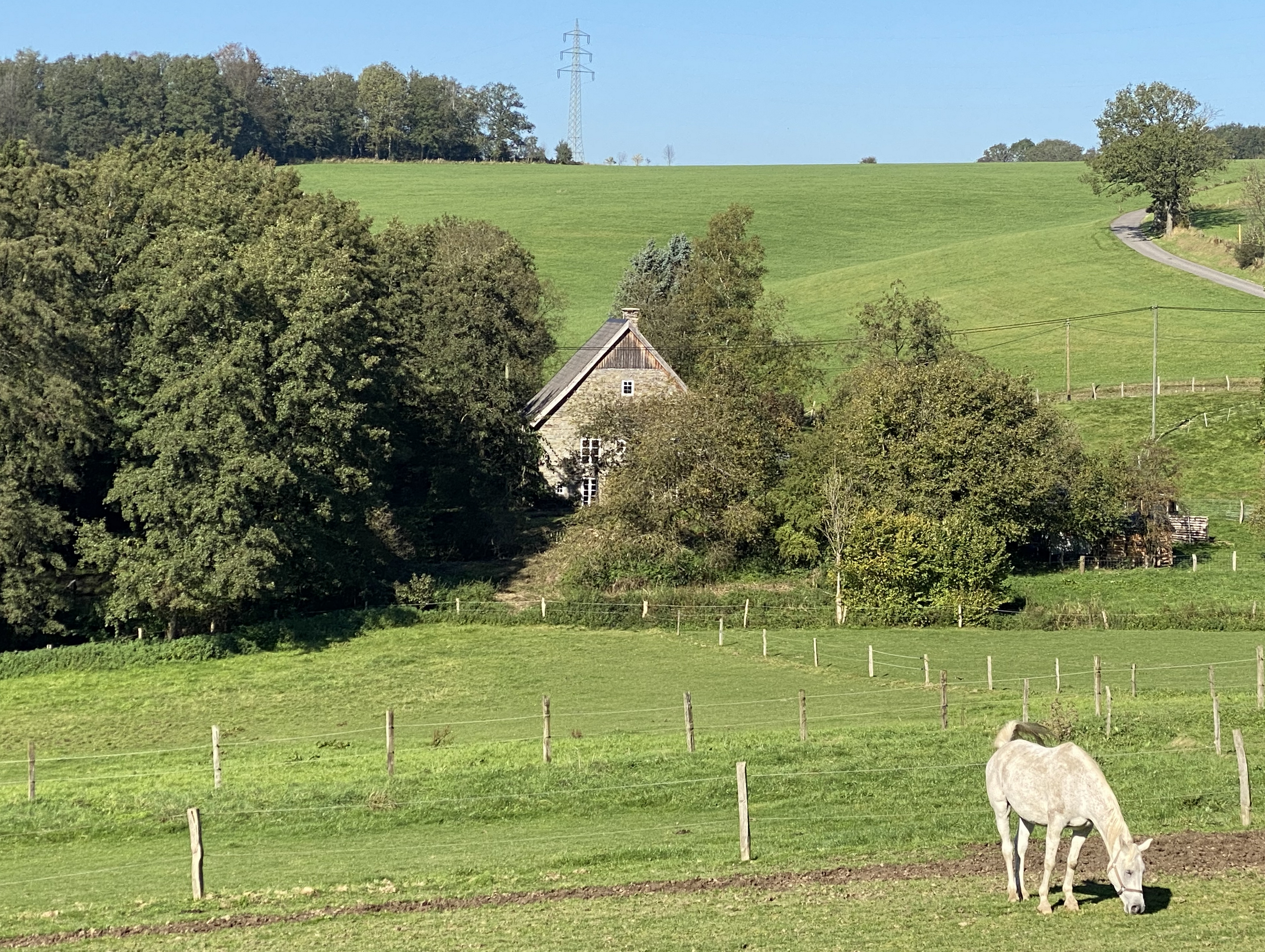
Baudenkmal Mühlenweg 51